# Edosa melanostoma
Edosa melanostoma är en fjärilsart som beskrevs av Edward Meyrick 1908. Edosa melanostoma ingår i släktet Edosa och familjen äkta malar.
Artens utbredningsområde är Kenya. Inga underarter finns listade i Catalogue of Life.